# Typhlamphiascus blanchardi
Typhlamphiascus blanchardi är en kräftdjursart som först beskrevs av T. Scott 1905.  Typhlamphiascus blanchardi ingår i släktet Typhlamphiascus och familjen Diosaccidae. Inga underarter finns listade i Catalogue of Life.